# 帕特里克·唐贝
帕特里克·达尼埃尔·唐贝（法語：Patrick Daniel Tambay，1949年6月25日—2022年12月4日），是一名法国的赛车手。他参加过123场一级方程式大奖赛，赢得其中2场比赛，取得过5次杆位，总积分为103分。
唐贝是1997年一级方程式世界车手冠军雅克·维尔纳夫的教父。他的儿子阿德里安·唐贝在2012年至2016年期间参加了德国房车大师赛。
唐贝患有帕金森病。